# لوغا
لوغا (بالروسية: Луга) هي إحدى مدن روسيا في الكيان الفدرالي الروسي لينينغراد أوبلاست.

## توأمة
للوغا اتفاقيات توأمة مع:
- ميكيلي

## أعلام
- فلاديمير بيستروف